# Westhoyel

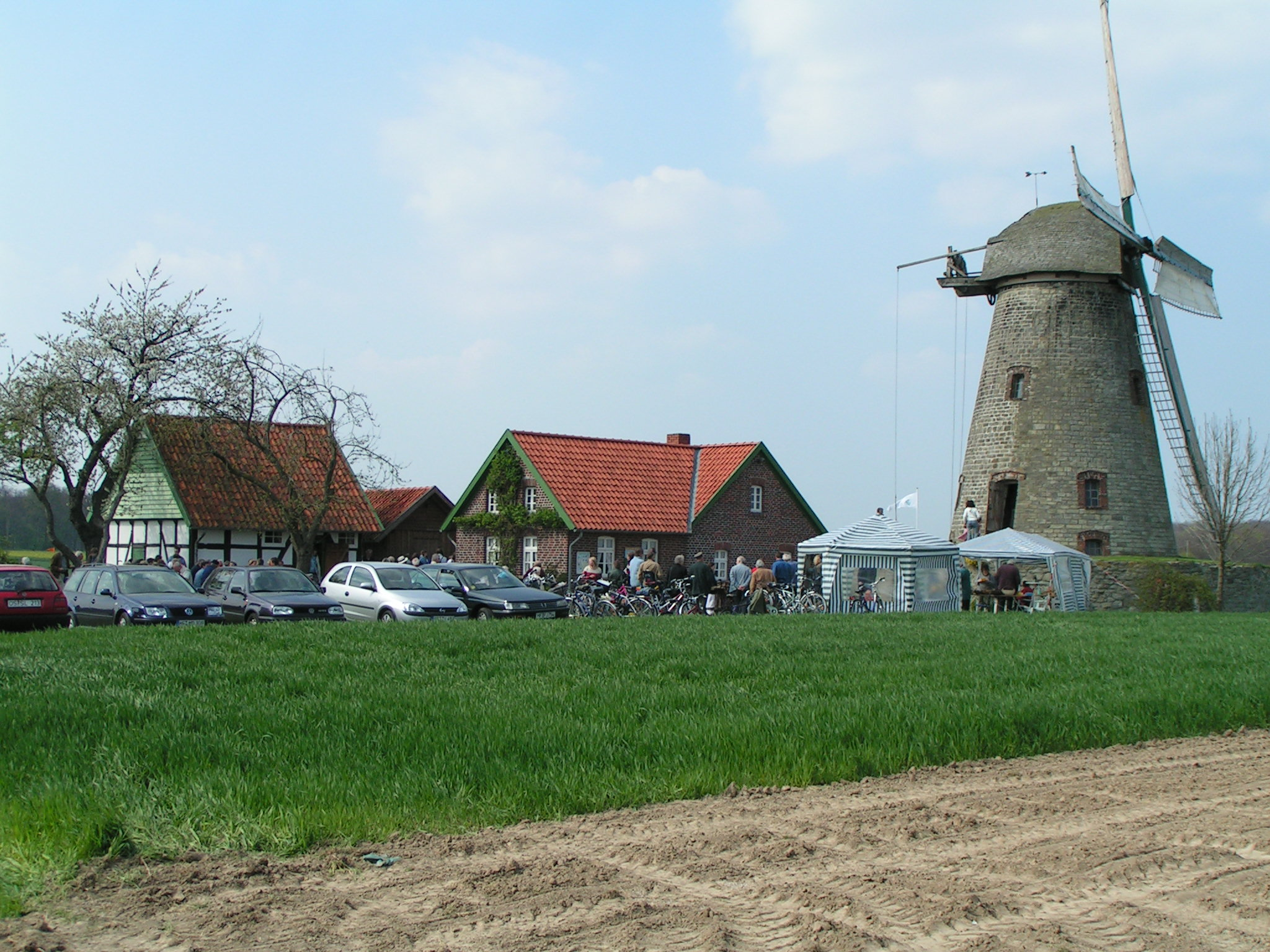
Windmühle Westhoyel mit Gehöft

Die Ortschaft Westhoyel gehört zum westlich gelegenen Ortsteil Riemsloh der Stadt Melle in Niedersachsen, Deutschland. Es handelt sich um eine Streusiedlung aus einzelnen Gehöften.
Die nächste Schule ist die Grundschule in Riemsloh, knapp vier Kilometer von Westhoyel entfernt. Die Siedlungsstruktur ist landwirtschaftlich geprägt und weist keine Mehrfamilienhäuser auf. Die Anbindung an das Netz des öffentlichen Verkehrs erfolgt durch eine Busverbindung nach Melle.
Jährlich, jeweils im Sommer, findet in Hoyel ein Tauzieh-Fest statt. Eine Sehenswürdigkeit ist die aus dem Jahre 1870 stammende Wallholländerwindmühle, an der an jedem 4. Sonntag in den Sommermonaten ein Mahl- und Backtag stattfindet. Bis etwa 1920 wurde sie mit Windkraft betätigt. Seitdem sind Motoren als Antrieb im Einsatz. In der Mitte der 1970er-Jahre wurde der Betrieb der Mühle eingestellt. Der 1985 gegründete Verein zur Restaurierung und Erhaltung der Westhoyeler Windmühle restaurierte die Mühle bis zur Wiedereröffnung 1990. Neben der Mühle stehen ein 1996 renoviertes Backhaus und ein 1993 renoviertes Müllerhaus. Das Müllerhaus kann auch für private Feiern gemietet werden. Am ersten Mai findet auf dem Gelände außerdem ein Treffen für Oldtimer-Motorräder statt.
Westhoyel verfügt über mehrere Reithallen.